# Taxaceae
Famille
La famille des Taxaceae (Taxacées) regroupe des plantes gymnospermes ; elle comprend de 15 à 20 espèces réparties en 3-6 genres :
- Taxus L. (l'if) dont l'if commun.
- Pseudotaxus W. C. Cheng
- Austrotaxus spicata Compton (Nouvelle-Calédonie)
- sensu lato
  - Amentotaxus Pilger, 1916 (parfois inclus dans Céphalotaxacées)
  - Cephalotaxus W. C. Cheng (parfois inclus dans Céphalotaxacées)
  - Torreya Arn. (parfois inclus dans Céphalotaxacées)

Ce sont des arbres ou des arbustes, principalement des régions tempérées, à feuilles persistantes en aiguille.

## Étymologie
Le nom de la famille vient du genre Taxus qui dérive de la racine indo-européenne tecs, « travailler habilement » en référence au bois de l'if facile à sculpter et dont les qualités d'élasticité en faisaient le bois utilisé dans la confection d'armes de trait ou de jet.

## Liste des genres
Selon Catalogue of Life (20 juillet 2017) :
- genre Amentotaxus
- genre Austrotaxus spicata
- genre Pseudotaxus
- genre Taxus
- genre Torreya